# Артуки
Артуки (бел. Артукi) — деревня в Холмечском сельсовете Речицкого района Гомельской области Белоруссии.

## География

### Расположение
В 27 км на юго-восток от Речицы и железнодорожной станции в этом городе, 60 км от Гомеля.

## Транспортная система
Транспортная связь по просёлочной, а затем по автодороге Лоев — Речица.
В деревне 143 жилых дома (2004 год). Планировка складывается из прямолинейной улицы, ориентированной с юго-востока на северо-запад. К ней ведут прямолинейные улицы. Застройка двухсторонняя, преимущественно деревянными домами усадебного типа.

### Улицы
(недоступная ссылка)
- Луговая
- Молодёжная
- Надвинская
- Пионерская
- Садовая
- Советская

## История
Согласно письменным источникам деревня известна с XVI века как деревня Артюховичи Речицкого повета Минского воеводства Великого княжества Литовского. После 2-го раздела Речи Посполитой в (1793 году) в составе Российской империи. В 1850 году — во владении графа Ракицкого. В 1908 году деревня находилась в составе Холмечского уезда Минской губернии. Работало кирпичное производство.
С 8 декабря 1926 года центр Артуковского сельсовета Хомечского района, с 4 августа 1927 года Речицкого районов Речицкого, с 9 июня 1927 года до 26 июля 1939 года Гомельского округа, с 20 февраля 1938 года Гомельской области.
В 1930 году деревне ветряная мельница, кузница, школа, изба-читальня. В 1930 году организован колхоз. В 1939—1940 годах в деревню переселились жители посёлков Доброволец, Дубина, Заловский, Иванище.
Во время Великой Отечественной войны в боях возле деревни погибли 120 воинов и 2 партизана (похоронены в братской могиле возле школы). На фронтах этой войны погибли 68 жителей деревни.
В 1959 году Артуки являются центром колхоза «Красное знамя», в состав которого входили Вознесенск и Рельки. Работают средняя школа, библиотека, Дом культуры, фельдшерско-акушерский пункт, детский сад, отделение связи.
До 31 октября 2006 года центр Артуковского сельсовета.

## Население

### Численность
2004 год — 143 двора, 397 жителей.

### Динамика
- 1795 год — 49 дворов.
- 1850 год — 266 жителей.
- 1897 год — 586 жителей[2] (согласно переписи)
- 1908 год — 106 дворов, 704 жителя.
- 1959 год — 584 жителя (согласно переписи).
- 2004 год — 143 двора, 397 жителей.